# St Piran Football League
St Piran Football League (SPL) är en fotbollsliga i England, grundad 2019. Ligan består av klubbar från Cornwall. St Piran betraktas som Cornwalls skyddshelgon.
I samband med att ligan bildades omorganiserades South West Peninsula Football League så att den hade två divisioner på nivå 10 i stället för en division på nivå 10 och två på nivå 11.
Ligan har två divisioner, East Division och West Division, som båda ligger på nivå 11 i det engelska ligasystemet. De båda divisionsmästarna möts i en match på neutral plan för att kora ligamästaren. Ligan har också en egen cup, kallad Kernow Stone Cup av sponsorskäl.
En klubb i varje division kan flyttas upp till South West Peninsula Football League Premier Division West (nivå 10). De två sämst placerade klubbarna i varje division kan flyttas ned till Cornwall Combination League eller East Cornwall Premier League (nivå 12).

## Mästare
| Säsong  | East Division     | West Division     |
| ------- | ----------------- | ----------------- |
| 2019/20 | Säsongen avbruten | Säsongen avbruten |
| 2020/21 | Säsongen avbruten | Säsongen avbruten |
| 2021/22 | Saltash Borough   | Illogan RBL       |